# Gertrud Luckner

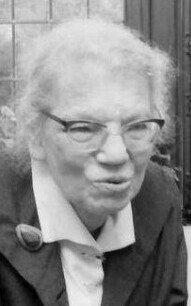
Gertrud Luckner (1980)

Gertrud Luckner (* 26. September 1900 in Liverpool als Jane Hartmann; † 31. August 1995 in Freiburg im Breisgau) war eine christliche Widerstandskämpferin gegen den Nationalsozialismus.

## Leben

### Kindheit, Jugend und Ausbildung
Gertrud Luckner kam als Jane Hartmann, Tochter von Robert und Gertrude Hartmann, im britischen Liverpool zur Welt. Nachdem ihre Eltern kurz nach ihrer Geburt auf einer Reise verschollen waren, wurde sie von dem deutschen Ehepaar Luckner in Pflege genommen. Vermutlich ließen die Luckners das Kind evangelisch taufen. Die Familie übersiedelte im Jahr 1907 nach Berlin und 1917 nach Königsberg. Im Alter von 22 Jahren wurde sie schließlich von ihren Pflegeeltern adoptiert, nachdem sie kurz zuvor die deutsche Staatsbürgerschaft erhalten hatte; seitdem führte sie den Namen Gertrud Jane Luckner. Nach Besuch des Gymnasiums in Berlin und Königsberg nahm sie im Jahr 1925 das Studium der Volkswirtschaft an der dortigen Universität auf. Während ihrer Studienjahre starben ihre Adoptiveltern, und Gertrud bestritt ihren Lebensunterhalt mit Sprachkursen, Praktika in Familienfürsorge, Mütterberatung, Gesundheitsfürsorge und Berufsberatung. Über die Universität Frankfurt am Main und das Woodbrooke-College der Quäker in Birmingham kam sie 1931 als Diplom-Volkswirtin an die Albert-Ludwigs-Universität in Freiburg im Breisgau. Hier erwarb sie 1938 den Titel eines Dr. rer. pol.

### Überzeugung und Engagement

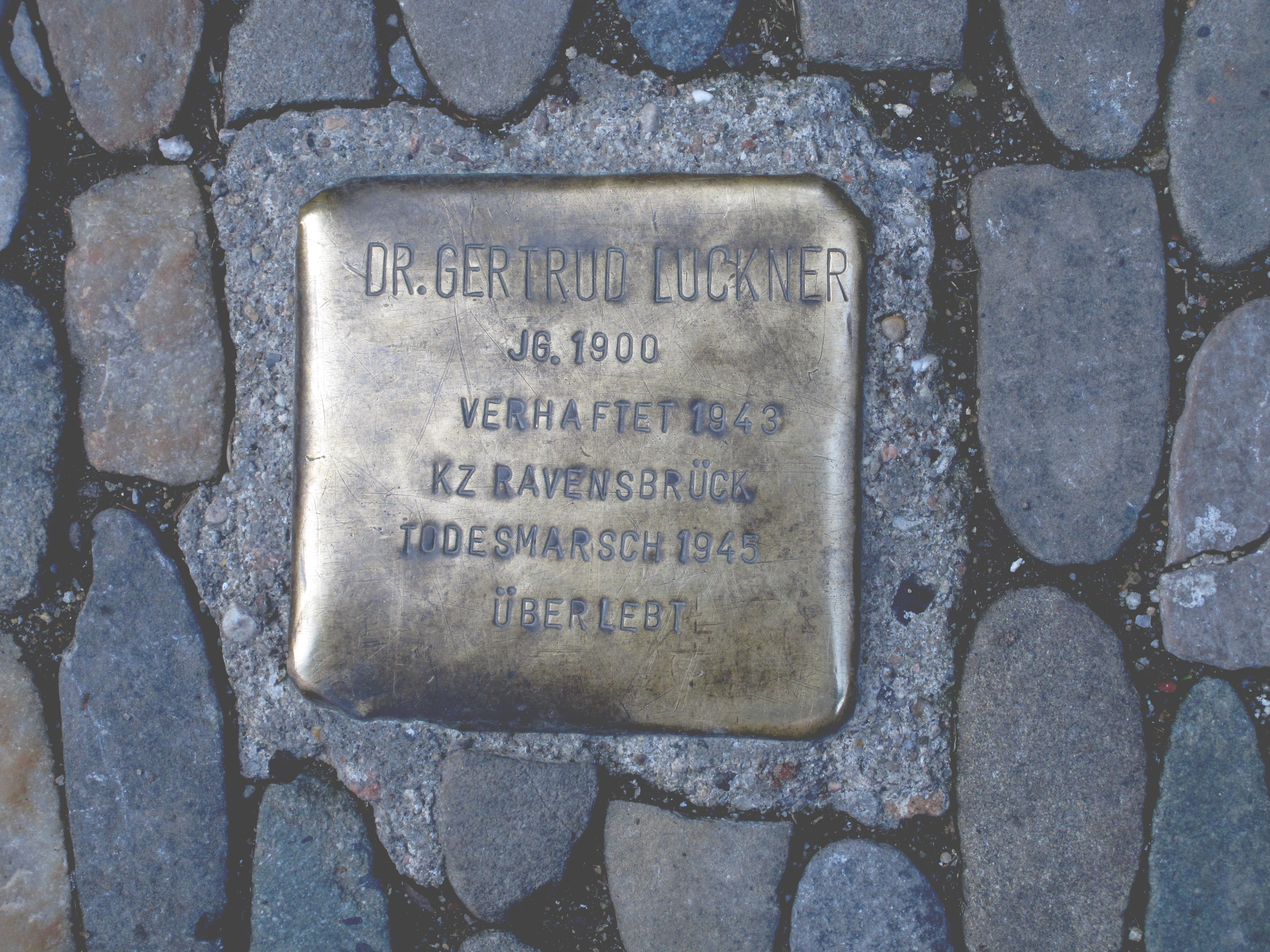
Stolperstein Gertrud Luckners vor der Gertrud-Luckner-Gewerbeschule in Freiburg

Gertrud Luckner war überzeugte Pazifistin, sie gehörte seit 1933/34 dem Friedensbund Deutscher Katholiken und in den Jahren 1931 bis 1934 auch den Quäkern an. Im Jahr 1934 ließ sie sich römisch-katholisch taufen und distanzierte sich theologisch vom Quäkertum, doch blieb sie Pazifistin. Mit diesen Aktivitäten war sie dem NS-Regime suspekt. Bereits seit 1933 wurde ihre Post von der Polizei überwacht.
Luckner begann ihre Unterstützung für jüdische Deutsche zur Zeit der Verabschiedung der Nürnberger Gesetze (1935) und setzte diese Tätigkeit nach der Reichspogromnacht (1938) fort. Sie riet bereits kurz nach der sogenannten Machtergreifung Juden zur Auswanderung und half ihnen dabei. Seit 1936 war sie (zeitweise zusammen mit Eva Laubhardt) von der Caritas angestellt und setzte dort unter der Leitung und dem Schutz des Caritaspräsidenten Benedikt Kreutz ihre Tätigkeit für verfolgte Juden als Gegenstück zum Berliner Büro Grüber fort. Der Freiburger Erzbischof Conrad Gröber erteilte ihr zu ihrem Schutz im Dezember 1941 den formulierten Dienstauftrag, dass sie „mit der Durchführung notwendiger Aufgaben der außerordentlichen Seelsorge“ betraut sei. Auf Reisen überbrachte sie die ihr anvertrauten Geld- und Sachmittel, stellte sich öffentlich auf die Seite der Juden, ging mit ihnen, nachdem sie 1941 zum Tragen des Judensterns gezwungen worden waren, spazieren oder begleitete sie in den Gottesdienst und half ihnen bei den nach Kriegsbeginn nur noch selten durchgeführten Fluchtunternehmungen aus den vom Deutschen Reich kontrollierten Gebieten. Sie betrieb vor allem die Fluchthilfe über die schweizerische Grenze, die Sabotage von Transportlastwagen, welche für Judendeportationen genutzt wurden und die Suche nach sicheren Verstecken für Juden. Luckner beabsichtigte nach eigenen Angaben über die Caritas-Strukturen im Reichsgebiet vertrauenswürdige Personen dezentral zu positionieren. Diese sollten dann ein breites Netzwerk von Helfern bilden. Durch die Gleichschaltung der Caritas konnte dies nicht umgesetzt werden. Über ihren persönlichen Kontakt zu Leo Baeck konnte sie aber Kontakt zu klandestinen jüdischen Strukturen aufnehmen.

### Denunziation, Verhaftung und Internierung
Aufgrund der Denunziation Luckners durch eine Mitarbeiterin des Caritas-Verbandes in Düsseldorf erfuhr die Gestapo im Sommer 1942 von einer geplanten und wenig später durchgeführten Hilfsaktion. Gertrud Luckner reiste hierfür nach Düsseldorf, um dort mit Hilfe einer Fürsorgerin des Caritas-Verbandes („Frl. Heidkamp“) ein jüdisches Kind, dessen Vater deportiert worden war und dessen Mutter sich vor der Deportation das Leben genommen hatte, in einer „arischen“ Pflegefamilie unterzubringen.
In Unkenntnis davon, dass diese Aktion bereits von der Gestapo beobachtet und registriert worden war, setzte Luckner ihr Engagement unvermindert fort. Nachdem ihre Überwachung von Herbst 1942 an verschärft worden war, wurde Gertrud Luckner am 24. März 1943 aufgrund denunziatorischer Hinweise Franz Xaver Rappeneckers, eines V-Mannes der Gestapo innerhalb des Caritas-Verbandes in Freiburg, verhaftet. Sie befand sich zu diesem Zeitpunkt auf einer Zugfahrt von Freiburg nach Berlin, um Rabbi Baeck 1000 Mark zur Unterstützung der jüdischen Gemeinde in Berlin zu überbringen.
Ein Kriminalbeamter der Bahnpolizei erklärte ihr die vorläufige Festnahme und übergab sie in Karlsruhe der Gestapo-Stelle Karlsruhe und dem Düsseldorfer Polizeisekretär von Ameln. Luckner wurde in das Polizeigefängnis Wuppertal gebracht, wo sie vom 25. März 1943 an drei Wochen lang „fast jede Nacht bis in die frühen Morgenstunden“ vernommen wurde. Vom 14. April bis zum 24. Juli war sie im Düsseldorfer Polizeigefängnis, anschließend in Berlin im Polizeigefängnis am Alexanderplatz untergebracht.
Vom 5. November 1943 an war Gertrud Luckner schließlich im KZ Ravensbrück interniert. Dort trug sie den roten Winkel einer „Politischen“, musste schwere Zwangsarbeit, u. a. für die Firma Siemens & Halske, leisten und überlebte nur mit Hilfe von Leidensgenossinnen wie der Liobaschwester Eva Placida Laubhardt, der Quäkerin Hildegard Hansche, der Seelsorgehelferin Katharina Katzenmaier und unbekannten Wiener Kommunistinnen. Am 30. April 1945 befreite die Rote Armee Ravensbrück. Luckner befand sich zu diesem Zeitpunkt auf einem am 27. April von der SS zur Räumung des Lagers begonnenen Todesmarsch, der am 3. Mai 1945 von der Roten Armee eingeholt und befreit wurde.

### Nach der Befreiung
Noch im Jahr 1945 erfuhr Gertrud Luckner durch Einsicht in Gestapoakten, wie und durch wen es zu ihrer Überwachung und Verhaftung gekommen war. Sie „hege keinerlei Rachegefühle gegen Personen in und außerhalb des kirchlichen Bereiches, die zu meiner Verhaftung mittelbar oder unmittelbar beigetragen haben...“, gab sie 1947 gegenüber dem Generalstaatsanwalt zu Protokoll. Lediglich als sie 1945 erfuhr, dass Franz Xaver Rappenecker sich um einen maßgeblichen Posten bewarb, stellte sie ihn persönlich zur Rede und er bestätigte, dass er der Gestapo als Auskunftsperson gedient habe. In der badischen Regierung unter Leo Wohleb wurde er Ministerialdirektor im Ministerium für Wirtschaft und Kultur. Er wurde am 23. März 1955 von der Albert-Ludwigs-Universität Freiburg zum Ehrensenator ernannt. Aufgrund seiner Denunziation Luckners hat sich die Universität am 25. Oktober 2017, der Empfehlung einer Expertenkommission folgend, von dieser Ernennung distanziert.
Nach Gertrud Luckners Einschätzung versuchte die Gestapo durch die Bespitzelungen und nachfolgenden Verhöre den Freiburger Erzbischof Gröber als einflussreichen Unterstützer der Hilfsaktionen zu entlarven. Die Gestapo vermutete jedoch aufgrund der vielen Kontakte Luckners, insbesondere nach Großbritannien, sogar, sie betreibe zusammen mit Gröber eine Nachrichtenzentrale ins Ausland.

### Spätere Tätigkeiten
Nach dem Krieg leitete Gertrud Luckner die Verfolgtenfürsorge der Caritas. Luckner gehörte dem Kuratorium des 1961 gegründeten Bundesverbands Deutsch-Israelische Studiengruppen (BDIS) an. Nach ihrer Pensionierung 1968 setzte sie ihre Tätigkeit als Schriftleiterin des Freiburger Rundbriefs zur Förderung der Freundschaft zwischen dem alten und neuen Gottesvolk – im Geist der beiden Testamente fort, den sie gemeinsam mit Karl Thieme und einem Kreis engagierter Freiburger Katholiken anlässlich des ersten Nachkriegskatholikentags 1948 gegründet hatte. Im Alter von 94 Jahren starb Gertrud Luckner in Freiburg im Breisgau und fand dort auch ihre letzte Ruhestätte. Ein Teil ihres Büchernachlasses befindet sich in der Universitätsbibliothek Freiburg.

## Ehrungen

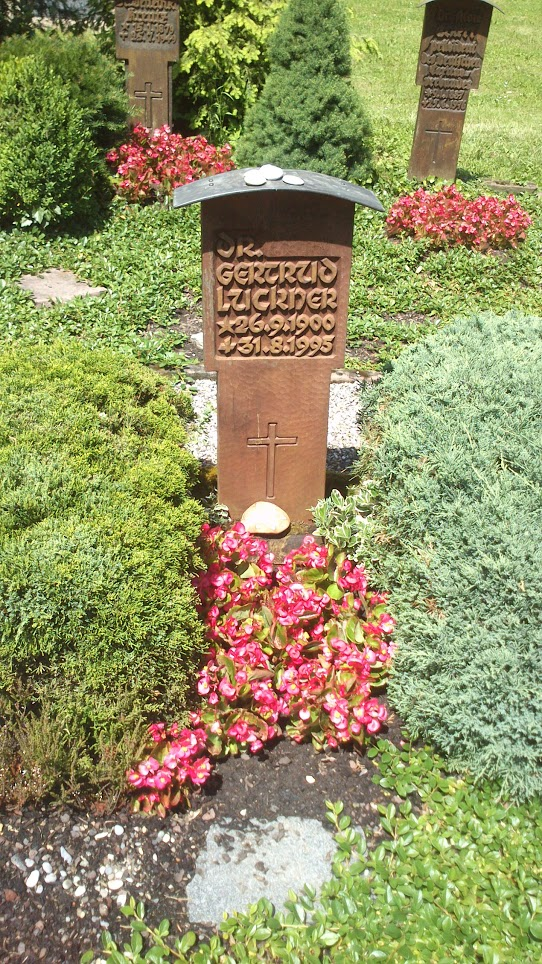
Grab Luckners auf dem Freiburger Hauptfriedhof in der Grabanlage des Caritasverbandes

Im Jahr 1953 erhielt Gertrud Luckner das Bundesverdienstkreuz am Bande, 1960 das Päpstliche Ehrenkreuz und 1965 das Bundesverdienstkreuz 1. Klasse. 1951 wurde sie als erste deutsche Katholikin vom Staat Israel eingeladen und neun Jahre später wurde zu ihren Ehren in der Nähe von Nazaret ein Gertrud-Luckner-Hain gepflanzt. 1966 zeichnete der Staat Israel sie in Yad Vashem als Gerechte unter den Völkern aus. 1979 wurde sie Ehrenbürgerin von Freiburg im Breisgau. 1980 wurde sie für ihre Verdienste mit der Buber-Rosenzweig-Medaille des Deutschen Koordinierungsrats der Gesellschaften für Christlich-Jüdische Zusammenarbeit ausgezeichnet. 1987 gab sich die Freiburger Gewerbeschule IV in ihrem Beisein den Namen Gertrud-Luckner-Gewerbeschule. Ein Stolperstein ist vor der Schule in den Gehweg eingelassen. 1994 erhielt sie die Verdienstmedaille des Landes Baden-Württemberg.
Der Deutsche Caritasverband stiftete im Andenken an Gertrud Luckner einen gleichnamigen Wissenschaftspreis, der im Oktober 2006 erstmals verliehen wurde. Mit dem Gertrud-Luckner-Preis zur Förderung der Wissenschaft in der Sozialen Arbeit wird alle zwei Jahre eine herausragende Abschlussarbeit aus Universitäten oder Fachhochschulen ausgezeichnet.
Am 31. März 2007 wurde Gertrud Luckner von den Leserinnen und Lesern der Badischen Zeitung zur bedeutendsten Persönlichkeit Freiburgs gewählt.
Im November 2010 beschloss die Stadt Freiburg die Schaffung der Gertrud-Luckner-Medaille für „außerordentliche und dauerhaft wirkende Verdienste“. Sie wurde im Februar 2011 erstmals verliehen.
Anlässlich des 900-jährigen Jubiläums der Stadt Freiburg wurde Ende 2020 ein Banner des Vereins „Wahlkreis 100%“ mit einem Schwarzweiß-Foto einer Straßenszene von 1936 mit der Widerstandskämpferin am Schwabentorring an der Freiburger Universitätsbibliothek angebracht. Neben der UB steht das frühere Werthmannhaus der Caritas, in dem Luckner damals gearbeitet hat. Ursprünglich sollte es schon im September angebracht werden, aufgrund zweier Hakenkreuzfahnen im Hintergrund des Fotos hatte die Universitätsverwaltung die Hängung gestoppt. Die Fahnen wurden nun durch ein Schriftfeld überdeckt bzw. retuschiert.

## Werke
- Beiträge zur christlichen Betrachtung der Judenfrage. Verlag des Rundbriefs zur Förderung der Freundschaft zwischen dem Alten und dem Neuen Gottesvolk, Freiburg i.Br. 1951.
- Der Katholizismus und die Juden. Rückblick und Ausblick nach dem Konzil. Verl. Bonifacius, Paderborn 1966.
- (Hrsg.) Lebenszeichen aus Piaski. Briefe Deportierter aus dem Distrikt Lublin 1940–1943. Biederstein, München 1968 (Zusammen mit Else Behrend-Rosenfeld).
- Die Selbsthilfe der Arbeitslosen in England und Wales auf Grund der englischen Wirtschafts- und Ideengeschichte. Univ., Diss., Freiburg i.Br. 1938.